# 베이징 대학 제3의원

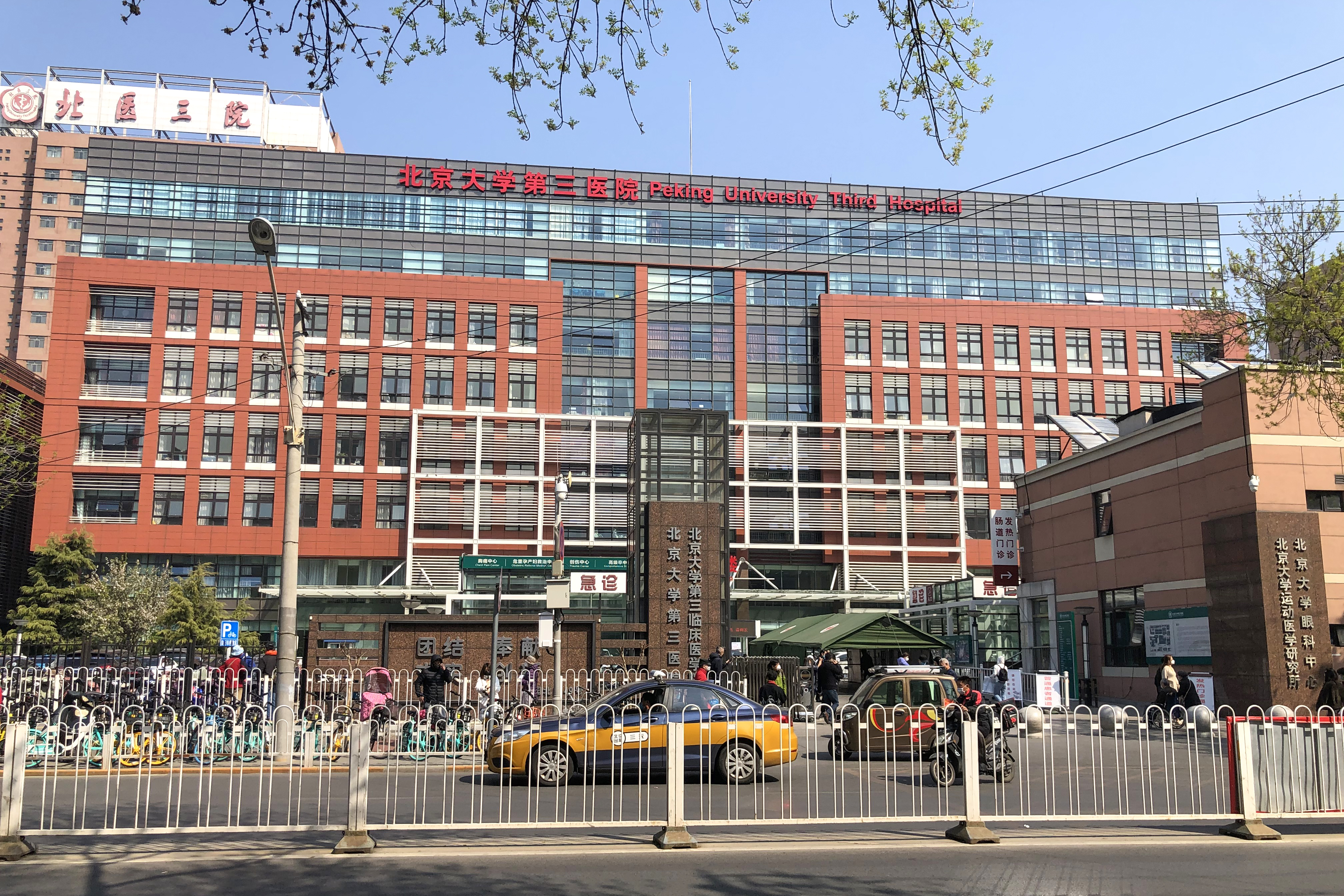
베이징 대학 제3의원 청사

베이징 대학 제3의원(중국어 간체자: 北京大学第三医院, 병음: 北京大學第三醫院, 영어: Peking University Third Hospital)은 중국 베이징시 하이뎬구에 위치한 병원이다. 1958년에 설립된 베이징 대학 부속 대형 종합 병원으로서 베이징 대학 제3임상의과대학의 임무를 동시에 담당한다. 1,891개의 병상을 보유하고 있다.
1993년에는 중화인민공화국 위생부로부터 대형 종합 3급 갑(甲) 병원으로 지정되었다. 2013년 12월 29일에는 베이징시 하이뎬 의원(北京市 海淀 醫院)의 운영권을 인수하고 해당 병원을 "베이징 대학 제3의원 하이뎬구"로 명명했다. 베이징 대학 제3의원은 하이뎬 의원의 위탁 관리를 실시한 이후에 경영 관리를 담당하는 한편 인재와 기술을 수출했다. 단 하이뎬 의원의 소유권은 베이징 대학 제3의원에 있지만 하이뎬구 인민 정부에 귀속되며 인원 및 재산 또한 변동 없이 유지된다.